# Distretto di Masaiti
Il distretto di Masaiti è un distretto dello Zambia, parte della Provincia di Copperbelt.
Il distretto comprende 17 ward:
- Chilulu
- Chinondo
- Chondwe
- Ishitwe
- Kashitu
- Katonte
- Katuba
- Luansobe
- Lumano
- Majaliwa
- Masangano
- Miengwe
- Miputu
- Mishikishi
- Mutaba
- Mwatishi
- Shimibanga